# Nabredennik

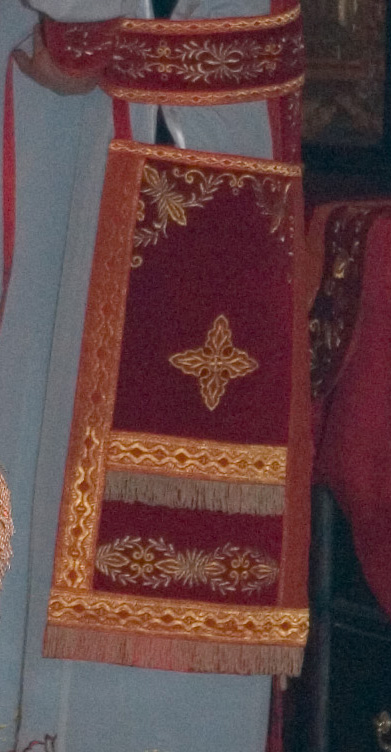
Nabredennik

De Nabredennik ("Dat wat op de dij," een dij schild) (ziet eruit als een “tasje”) is een onderscheidingsteken, in de liturgische kleur, voor bijzonder verdienstelijke priesters in de Russisch-orthodoxe Kerk, dat echter onbekend is in de Griekse kerkelijke traditie. Het is een vierkant of rechthoekig doek gedragen op de rechterheup. Als het epigonation (Russisch: palitsa) ook is toegekend aan dezelfde priester, draagt hij beide, maar verschuift de nabedrennik naar de linkerkant. Het symboliseert de vier Evangeliën.